# Tomba di Cloghanmore

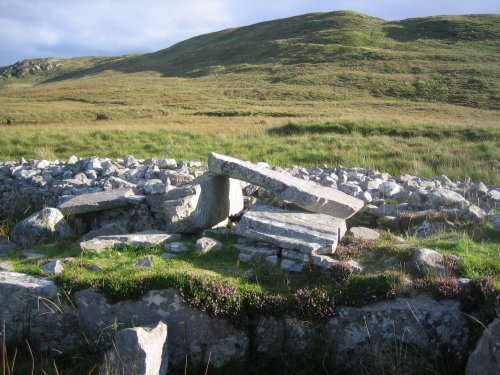
Vista della galleria ovest da nord. Notare la grande lastra superiore.

La tomba di Cloghanmore e una tomba megalitica a camera, del tipo a corte, sita a circa otto chilometri a est da Carrick in Malin More, Glencolmcille in County Donegal, Irlanda.

## Caratteristiche
La tomba è orientata in direzione est-ovest, con l'ingresso principale situato all'estremità orientale. Si tratta di una tomba di grandi dimensioni, con doppia galleria parallela a destra e a sinistra del punto d'ingresso. Ci sono due gallerie occidentali ognuna divisa in due camere più piccole da stipiti di roccia. Una delle due gallerie è sormontata da una grande lastra di pietra. Questa configurazione, con due gallerie affiancate di fronte all'ingresso e rivolte verso il centro del monumento, è considerata insolita. Una grande pietra si trova nel centro della corte e in parte blocca la vista dell'entrata della galleria. La corte è delimitata in parte da menhir e in parte da muretti a secco; ciò indica l'esistenza di uno stadio intermedio tra la corte interna e quella esterna.
A sinistra dell'ingresso, costruita dentro la (restaurata) camera principale, si trova una camera secondaria. A destra dell'ingresso resta una seconda camera ancora ben conservata. Accanto a ciascuna di queste sezioni vi sono delle pietre incise con dei simboli. A metà giornata del solstizio d'inverno il sole corre lungo un crinale della montagna a sud e risplende direttamente nella seconda camera.